# Gouvernement de Kharkov
1835–1925
Entités précédentes :
- Gouvernement des Slobodes d’Ukraine

Entités suivantes :
- RSS d’Ukraine

Le gouvernement de Kharkov (en russe : Харьковская губерния) est une division administrative de l’Empire russe, puis de la république socialiste soviétique d'Ukraine, située en Ukraine slobodienne avec pour capitale la ville de Kharkov. Créé en 1835 le gouvernement perdure jusqu’en 1925.

## Géographie
Le gouvernement de Kharkov était bordé par les gouvernements de Koursk, Voronej, l’oblast de l'armée du Don, les gouvernements de Iekaterinoslav et Poltava.
Le territoire du gouvernement de Kharkov, dans ses limites du XIXe siècle, correspond à l’actuel oblast ukrainien de Kharkiv et des fractions de ceux de Lougansk, Donetsk et Soumy.

## Histoire

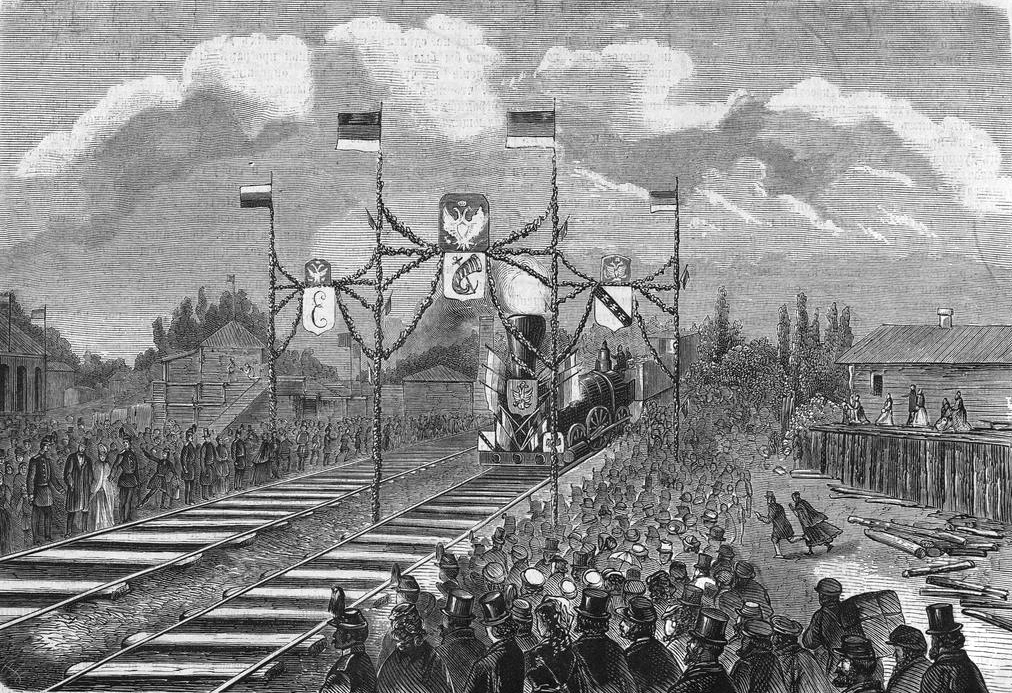
Inauguration du chemin de fer de Koursk à Kharkov, 1869.

La région a été intégrée administrativement à l’empire russe en 1765 par la création du gouvernement des Slobodes d’Ukraine. De 1780 à 1796, il porte le nom de province (namestnitchestvo) de Kharkov ; en 1835, le gouvernement prend le nom de gouvernement de Kharkov (chaque réforme est accompagnée de légères modifications des frontières). En 1925, le gouvernement est supprimé, son territoire est intégré à la RSS d’Ukraine.

## Subdivisions administratives
Au début du XXe siècle le gouvernement de Kharkov était divisé en onze ouïezds : Akhtyrka, Bogodoukhov, Valki, Voltchansk, Zmiev, Izioum, Koupiansk, Lebedine, Starobielsk, Soumy et Kharkov.

## Population
En 1897 la population du gouvernement était de 2 492 316 habitants, dont 80,6 % d’Ukrainiens (dits alors Petits-Russiens), 17,7 % de Russes et de minorités juives, polonaises, allemandes et biélorusses (dits alors Blancs-Russiens).